# Stazione di Biguglia
La stazione di Biguglia (in francese: Gare de Biguglia, in corso: Gara di Biguglia) è una stazione ferroviaria della linea Bastia – Ajaccio. Si trova nell'omonimo comune.
Di proprietà della Collectivité Territoriale de la Corse (CTC), è gestita dalla Chemins de fer de la Corse (CFC).
È servita da due linee locali, entrambe esercite dalla CFC:
- la Bastia – Ajaccio;
- la Bastia – Casamozza.